# 市川正一 (社会運動家)
市川 正一（いちかわ しょういち、1892年3月20日 - 1945年3月15日）は、戦前の非合法時代の日本共産党（第二次共産党）の幹部。山口県宇部市出身。弟に市川義雄がいる。
なお、1970年代から80年代にかけて、日本共産党の参議院議員で、副委員長をつとめた後に不倫を理由に除名された市川正一は、同姓同名（読みも同じ）の別人である。

## 略歴
1892年3月20日、山口県厚狭郡宇部村（現：宇部市）に生まれる。本籍は山口県光市光井鮎帰。1910年山口県立山口中学（現：山口県立山口高等学校）を卒業、広島高等師範学校（現：広島大学教育学部）に入学したが2年で中退、早稲田大学予科に入学。
1916年、早稲田大学英文科を卒業、読売新聞社社会部記者となる。1918年、読売新聞社への軍部の干渉に反対し、退社。翌年、大正日日新聞に入社。1920年、大正日日新聞の保守性に失望して退社。国際通信社に入社。このころから社会主義の研究をはじめる。
1922年4月、雑誌『無産階級』を発刊。翌年1月、31歳で日本共産党（第一次共産党）入党。1923年6月、第一次共産党事件により治安警察法違反で逮捕され、1926年に懲役8ヶ月となった。1924年5月、党理論雑誌『マルクス主義』編集員。1926年3月、党合法紙『無産者新聞』主筆。
1926年12月、第3回党大会で再建された共産党（第二次共産党）の中央委員に選出、翌年12月、党中央常任委員に選ばれ、宣伝・扇動部長となる。
1928年4月、コミンテルン第6回大会に党代表として出席。1929年4月、治安維持法違反で特別高等警察に逮捕される。約2ヶ月にわたる拷問にも屈せず、公判では代表陳述として支配階級を徹底的に糾弾し、日本共産党の党史について述べ「党と人民の正義の事業が必ず勝利するだろう」と主張した。彼の陳述内容はその後『日本共産党闘争小史』として出版された。
1934年7月9日、控訴審で無期懲役の判決を受けた。
1935年7月、在獄中のまま、コミンテルン第7回大会で執行委員に選ばれる。
1945年3月15日、肺浸潤、腸カタルなどを患いながら宮城刑務所で死去。享年54歳。最後まで転向はしなかった。墓所は八王子市の富士見台霊園。
宮城刑務所において栄養失調となり歯が抜けて噛むことができなくなった市川は硬い米と軟らかい米を一粒ずつより分けて指でつぶしながら生き抜こうとしたという話がある。網走刑務所では肺炎を悪化させて、医師から死亡宣告されたが、僧侶の読経の最中に昏睡から目覚め、僧侶は驚いて逃げ出したという。

## 家族
- 父・市川正路 ‐ 警察官、退官後塩田小作。三田尻塩業信用購買販売組合理事。山口県熊毛郡光井村出身。[5][6]
- 弟・市川義雄（1894-1971） ‐ 日本共産党中央委員会出版部長。陸軍士官学校を出て砲兵中尉、1920年東京瓦斯入社、翌年毎日新聞記者、1922年共産党に入党し翌年中央委員、同年治安維持法違反で検挙され禁錮刑、1924年出版社「希望閣」社主となり、三・一五事件で検挙。戦後日本共産党入党[7]。

## 市川正一記念碑
- 本籍地の山口県光市光井鮎帰の県道沿いに、没後27周年記念・日本共産党創立50周年記念で1972年3月15日、市川正一記念碑が建立された。現在も命日の3月15日には日本共産党山口県委員会による「碑前祭」が開かれている。以前は志位和夫書記局長（当時）が来訪したこともある。

手塚英孝の小説『落葉をまく庭』に、この記念碑建立についての話題が記されている。